# Egypte onder Vrije Officieren en Nasser
| Prehistorisch Egypte pre–3100 v. Chr. |
| Oude Egypte Proto-dynastieke periode 3200-3032 v.Chr. Vroeg-dynastieke periode 3032–2686 v. Chr. Oude Rijk 2686–2181 v. Chr. Eerste tussenperiode 2181–2055 v. Chr. Middenrijk 2055–1650 v. Chr. Tweede tussenperiode 1650–1550 v. Chr. Nieuwe Rijk 1550–1069 v. Chr. Derde tussenperiode 1069–664 v. Chr. Late periode 664–332 v. Chr. |
| Grieks Egypte 332–30 v. Chr. Alexandrijnse Oorlog 48 v. Chr. |
| Romeins Egypte 30 v. Chr.–640 CE |
| Vroeg-islamitisch Egypte 640-1517 Kruisvaardersinvasie van Egypte 1154-1169 |
| Ottomaans Egypte 1517–1867 Franse bezetting 1798–1801 Semi-autonome provincie 1801-1882 Kedivaat Egypte 1867–1914 |
| Modern Egypte Britse overheersing 1882–1953 Sultanaat Egypte 1914–1922 Egyptische Revolutie van 1919 Koninkrijk Egypte 1922–1953 Egyptische Revolutie van 1952 |
| Republiek 1953–nu Vrije Officieren en Nasser 1952-1970 Verenigde Arabische Republiek 1958–1961 Verenigde Arabische Staten 1958–1961 Egypte onder Sadat 1970-1981 Egypte onder Moebarak 1981-2011 Egyptische Revolutie van 2011 Protesten en staatsgreep in 2013                                                                         |
| Portaal Geschiedenis Portaal Egypte |

De periode Egypte onder Vrije Officieren en Nasser is in de geschiedenis van Egypte de periode van 1952 tot 1970, na de periode van Egypte onder Britse overheersing.

## Staatsgreep Vrije Officieren

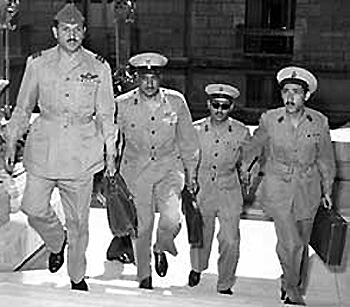
Van links naar rechts de Vrije Officieren Abdel Latif Boghdadi, Gamal Abdel Nasser, Salah Salem en Abdel Hakim Amer

Op 23 juli 1952 pleegde een groep van zo'n driehonderd jonge Egyptische legerofficieren een vrijwel geweldloze staatsgreep. Deze "Vrije Officieren" (zoals zij genoemd werden) bezetten 's nachts alle strategische posities in Caïro, en vertelden koning Faroek dat zijn bewind ten einde was. Faroek vroeg de Amerikanen en Britten om de coup te stoppen, maar die weigerden. Op 26 juli escorteerden de Officieren Faroek naar de haven van Alexandrië en zonden hem per jacht naar de Italiaanse Rivièra, en daarmee was de koning feitelijk afgezet. Formeel bleef de monarchie nog voortbestaan tot 1953, met zuigeling Foead II op de troon onder een regentschap van Officieren.
Tot 1954 bewezen de Vrije Officieren lippendienst aan de democratie en vrije verkiezingen. Ze lieten Egypte aanvankelijk in naam regeren door burgerregeringen, echter met de Revolutionary Command Council (RCC) van de Vrije Officieren op de achtergrond die de ministers adviezen gaf, in feite vaak decreten. Begin augustus 1952 maakten textielarbeiders in Kafr el-Dawwar bij Alexandrië, geleid door communisten, oproer, naar hun eigen zeggen in naam van "de revolutie van het volk". Ze bezetten de fabriek en staken die deels in brand. Het bewind greep keihard in, doodde acht arbeiders, nam de oproerleiders gevangen en gaf twee van hen de doodstraf. In september kondigden de Vrije Officieren landhervorming af: niemand mocht meer dan tweehonderd feddans (= 84 hectare) akkerland hebben. Land van ex-koning Faroek en zijn grote familie werd geconfisqueerd en verdeeld onder landloze boeren, die er wel voor moesten betalen.
In december 1952 werd het parlement ontbonden, en iets later werden de politieke partijen verboden. De Moslimbroeders echter mochten, mede dankzij hun goede contacten met Vrije Officier Anwar al-Sadat, doorgaan met hun programma te propageren.
De oudste van de Vrije Officieren, generaal Mohammed Naguib, was vanaf het begin de woordvoerder en werd in juni 1953 de eerste president en premier en RCC-voorzitter, waarmee formeel een einde kwam aan het koninkrijk dat in 1922 was opgetuigd. Naguib was voorstander van een pluriform staatsbestel waarin RCC met Wafd, Moslimbroeders en communisten zou dingen naar de gunst van de Egyptenaren.

### Opkomst Nasser
De werkelijke leider van de Vrije Officieren was echter vanaf het begin luitenant-kolonel Gamal Abdel Nasser. Hij wilde geen pluriform bestel, de macht moest volgens hem bij de RCC liggen. Geleidelijk namen RCC-leden de ministersposten over van burgers; Nasser werd in 1953 minister van Binnenlandse Zaken. Een vriend van Nasser, Abd al-Hakim Amir, en diens assistent zuiverden het leger van Nassers politieke tegenstanders. Dit verontrustte de Moslimbroeders die er in januari 1954 tegen protesteerden. Dit leidde tot een stevige vechtpartij met aanhangers van Nasser georganiseerd in de Liberation Rally waarbij gewonden vielen. Daarop verbood de RCC de Moslimbroederschap.

### Machtsgreep Nasser, verhouding met Moslimbroederschap
In juli 1954 kwamen Egypte en Groot-Brittannië na moeizame onderhandelingen overeen dat binnen twintig maanden alle Britse troepen de Suezkanaal-zone zouden verlaten. In oktober werd de overeenkomst geratificeerd. Terwijl president Naguib die zomer in Soedan was mobiliseerde Nasser steun van de Vrije Officieren, de strijdkrachten en de vakbondsleiders, en overtuigde hen dat Naguib de revolutie bedreigde.
Een week na het verdrag met Groot-Brittannië, nog in oktober 1954, werd tijdens een speech in Alexandrië een moordaanslag op Nasser gepleegd, volgens sommige auteurs door een Moslimbroeder, volgens een andere auteur mogelijk georganiseerd door de Moslimbroeders. Motieven had de Moslimbroederschap in ieder geval wel voor zo’n daad: de Broederschap veroordeelde de zojuist gesloten overeenkomst met Groot-Brittannië; ook hadden de Broeders de Vrije Officieren geholpen om aan de macht te komen en verwachtten ze nu een aandeel in de staatsmacht die de Officieren hun nu echter weigerden. Nasser moet gevreesd hebben dat de Broederschap, eenmaal nauw betrokken bij het landsbestuur, met haar enorme machtsbasis onder het volk kans zou zien om hem uit zijn positie te verdrijven. Diverse samenzweerders werden na de moordaanslag ter dood veroordeeld,, en de Broederschap werd verboden. Nasser probeerde jarenlang de Broederschap geheel te vernietigen. De Broederschap ging ondergronds, maar begon enkele jaren later weer openlijk werkzaam te zijn, en was nog even sterk als ze geweest was. De Moslimbroederschap zou Nasser echter nooit meer in zijn positie bedreigen.
In april 1955 nam Nasser het premierschap over, ontdeed het kabinet van Naguibs sympathisanten, trok beloftes van verkiezingen in, gooide de steunpilaren van Naguib achter de tralies of het land uit, en was daarmee dictator geworden.

## Regering Nasser

### Suez-oorlog

#### Spanningen met Israël
Egypte trainde Palestijnse fedayin (zelfopofferingsstrijders) in Gaza voor gewapende invallen in Israël. Israël voerde daarom in 1955 verschillende strafexpedities uit in de Gazastrook, waarbij ruim honderd Egyptische soldaten en politieagenten omkwamen. Mede door die fedayintrainingen, en door radiopropaganda gericht op Arabische landen, ontwikkelde Egypte zich tot centrum van Arabisch nationalisme, en Nasser tot held van de Arabieren. In 1953 sloot Egypte de toegang tot de Golf van Akaba, die door Egyptes territoriale wateren liep, voor alle scheepvaart naar Israël, met als argument dat Eilat volgens de in maart 1949 met Egypte gesloten wapenstilstandsovereenkomst in Arabisch gebied zou liggen. Israël dreigde meermalen militair te zullen ingrijpen als de blokkade niet opgeheven werd.
Egypte, dat in 1948 verslagen was toen het Israël aanviel, ervoer zijn oostelijke buurstaat als een bedreiging. Egypte was wel veel groter, maar slecht bewapend. In 1950 hadden de VS, Frankrijk en Engeland in de Tripartite Declaration verklaard de wapenverkopen aan Israël en zijn Arabische buurlanden te beperken en er een balans in aan te brengen. Nasser besloot dat het voordelig was zich als "ongebonden land" neutraal te gaan opstellen tussen het Westen en het communistische blok. In september 1955 kocht hij voor tweehonderd miljoen dollar aan wapens van Tsjecho-Slowakije. Frankrijk was al in 1953 een geheime samenwerking met Israël in de wapenontwikkeling begonnen en versnelde in 1955 de leveranties. De Arabisch-Israëlische wapenwedloop was een feit.

#### Aswandam; stijgende welvaart
Sinds de machtsovername in 1952 hadden de Vrije Officieren plannen voor een hoge Aswandam, die de regulering van het Nijlwater sterk zou verbeteren, en dus de irrigatie en de landbouw bevorderen en de levensstandaard verhogen. In 1955 probeerde Egypte de benodigde 1 miljard dollar te lenen bij Wereldbank, de Verenigde Staten en Engeland. De Amerikaanse regering werd echter bezorgd over de linkse en, volgens hen, dus ‘communistische’ neigingen van Nasser, en het Amerikaanse Congres werd bezorgd over Egyptische concurrentie op de katoenmarkt en groeiende vijandigheid tussen Egypte en Israël. Het Congres blokkeerde op 18 juli 1956 de lening. Daarop bood in 1958 de Sovjet-Unie aan de eerste fase van de Aswandam te zullen financieren. Inmiddels stegen sinds 1952 de inkomens van Egyptenaren, en huisvesting en onderwijs en medische zorg verbeterden. De V.S. leverden financiële steun, maar zouden daar in juni 1967 mee stoppen.

#### Nationalisatie Suezkanaal
Op 26 juli 1956 nationaliseerde Nasser, mede om fondsen te verwerven voor de Aswandam, demonstratief het Suezkanaal, dat formeel eigendom was van de Compagnie Universelle du Canal Maritime de Suez met vooral Franse en Britse aandeelhouders. Dit was een slag in het gezicht van de eens zo trotse Europese koloniale imperia Frankrijk en Groot-Brittannië. De Britten zagen de nationalisatie als onaanvaardbare aanval op de Britse belangen en bedreiging van de positie van Groot-Brittannië in de wereld. Frankrijk beschouwde Nasser als steunpilaar van de verzetsbeweging in Algerije die sinds 1954 een bloedige oorlog met Frankrijk voerde, en was na deze nationalisatie uit op volledige politieke liquidatie van Nasser. Britten en Fransen waren razend en dreigden met oorlog. Dit sloot aan bij de negatieve stemming jegens Nasser bij zionisten en Israël wegens de Egyptische bewapening, radiopropaganda, fedayin-steun en de blokkade van de Golf van Akaba die nu uitgebreid werd met een blokkade van het Suez-kanaal.

#### Aanval door drie landen
Op 22 oktober 1956 maakten Frankrijk, Groot-Brittannië en Israël in het geheim afspraken voor een militaire interventie in Egypte, het Protocol van Sèvres. In overeenstemming met die afspraken vielen op 29 oktober Israëlische troepen op drie plaatsen de Sinaï-woestijn binnen en trokken ook de Gazastrook in. Heel het Sinaïschiereiland werd binnen honderd uur veroverd. Volgens de afspraken eisten de Britse en Franse regeringen de volgende dag gezamenlijk dat zowel Israël als Egypte zich zouden terugtrekken tot tien mijl oostelijk respectievelijk westelijk van het Suezkanaal. Dit zou betekenen dat Egypte het Suezkanaal zou moeten prijsgeven en een ander deel van zijn grondgebied, namelijk het schiereiland Sinaï, door Israël bezet zou blijven. Zoals de drie landen in hun afspraken voorzien hadden, weigerde Nasser dit, waarop de Britten de Egyptische steden Caïro, Alexandrië, de vliegvelden en de kanaalzone bombardeerden; een Frans-Britse armada stoomde op in de Middellandse Zee. Op 6 november begonnen landingen in de kanaalsector.
De grootmachten V.S. en Sovjet-Unie keerden zich echter ondubbelzinnig tegen deze drievoudige agressie. President Eisenhower veroordeelde de Britse aanval en eiste Israëlische terugtrekking. De Russische premier Boelganin dreigde Londen, Parijs en Tel Aviv te bombarderen. Ook India, Pakistan en Canada keerden zich tegen de politiek van Londen. Daarop staakte het Verenigd Koninkrijk de aanval. Onder zware druk van de V.S. trok Israël zich na een week of acht terug. De VN plaatste de vredesmacht UNEF (UN Emergency Force) in Gaza en de Sinaï. Egypte beloofde, overigens zonder formeel verdrag, het gebied te demilitariseren, vrije doorvaart toe te staan en alle terroristische activiteiten te verhinderen.
Nasser was, wegens zijn trotseren van Brits en Frans imperialisme en het zionisme, de held van zeer vele Arabieren. Vele Fransen en Britten werden zonder hun bezittingen Egypte uitgegooid. Egypte, voor het eerst sinds in 343 voor Christus Nectanebo II door de Perzen verslagen werd, onder bestuur van een inheemse Egyptenaar, toonde zich onafhankelijk en kreeg daarvoor respect van andere landen.

### Staatsinrichting
In juni 1956 stemde het Egyptische volk voor een grondwet die de macht centraliseerde in de president en Egypte verklaarde tot Arabisch land, deel van de grotere Arabische natie. Nasser, die zonder tegenkandidaat tot president werd gekozen, leek te streven naar Arabische eenheid.
Voor het eerst mochten vrouwen stemmen. In plaats van het afgeschafte parlement kreeg Egypte een raadgevende vergadering. Politieke partijen bleven verboden.

### Fusie met Syrië; Arabisch socialisme

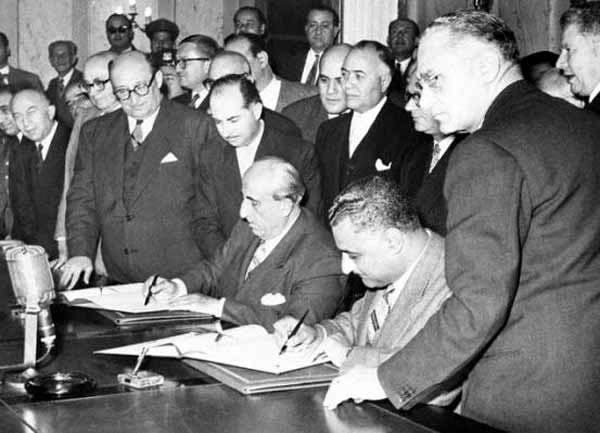
Nasser (aan tafel rechts) tekent het verdrag van eenwording met de Syrische president Shukri al-Kuwatli, februari 1958

In 1957 was de Syrische regering bang dat de goed georganiseerde Syrische communisten de macht zouden grijpen, en vroeg aan Nasser een unie tussen de twee landen. Deze unie kwam er in 1958 onder de naam Verenigde Arabische Republiek (VAR). Bovendien vormde Egypte dat jaar een confederatie met Noord-Jemen (VAS).
Voordien streefde de regerende Ba'ath-partij van Syrië reeds naar een synthese van nationalisme en socialisme. Mede onder invloed van het ba'athisme krijgt Nassers politiek in de VAR vanaf 1958 socialistische trekken – soms aangeduid als ‘Arabisch socialisme’: dertien nutsbedrijven kwamen onder staatstoezicht; de grote banken werden genationaliseerd; kranten en uitgevers werden onderworpen aan de National Union, een soort eenheidspartij zoals communistische landen die destijds kenden; men mocht niet van meer dan één bedrijf directeur zijn. Sinds 1952 waren inmiddels een half miljoen feddans (210.000 hectare) akkerland herverdeeld onder behoeftige plattelanders. In 1961 werd regulering van de meeste industrieën aangekondigd, en nationalisatie van textiel-, tabak-, scheepvaart- en farmaceutische bedrijven en nu alle banken en verzekeringsbedrijven, inkomensherverdeling, en verdergaande landherverdeling.
Indirect droeg deze socialistische koers ook weer bij aan de afscheiding van Syrië van de VAR in 1961. Syrië kende meer principiële socialisten dan Egypte, maar óók meer recalcitrante kapitalisten. De salarissen van Syrische ambtenaren en militairen werden onder Nasser lager dan ze voorheen gewend waren. Ook waren Syriërs verontwaardigd over de hautaine houding van Egyptenaren gedetacheerd in Syrië. In september 1961 viel de VAR weer uiteen. Ook de VAS viel voor eind 1961 weer uiteen. Egypte bleef zichzelf VAR noemen. Het raakte betrokken in de Noord-Jemenitische Burgeroorlog. De mislukte militaire interventie zou jaren lang een belangrijk deel van de militaire utgaven opslokken.
In september 1961 was Nasser een van de leiders van de eerste topconferentie van 25 zogenaamde ”niet-gebonden landen”, samen met Tito (president van Joegoslavië) en Nehru (premier van India). In mei 1962 verving Nasser de National Union door een Nationaal Congres genaamd Arab Socialist Union als ‘hoogste politieke autoriteit’ in het land. Tijdens het debat over Nassers nationale beleidsplan uitte het Nationaal Congres openlijk kritiek, maar nam daarna het plan toch unaniem aan.

### Sterke leider; politiestaat
In januari 1964 nodigt Nasser de Arabische staatshoofden uit in Caïro. Men stelt onder andere voor, de PLO (Palestine Liberation Organization) op te richten, zodat de druk op de Arabische landen om Palestina te bevrijden kan worden afgewenteld op deze organisatie van Palestijnse Arabieren. Mei 1964 wordt de PLO in Oost-Jeruzalem opgericht. Deze ontwikkelingen versterkten Nassers status als Arabisch leider. Die raakte in het algemeen echter sterk verzwakt door de mislukking van de acties in Jemen en de vorming van een anti-communistisch blok in de Arabische Koude Oorlog.
Rond 1964 verlieten veel Vrije Officieren de regering, wegens onenigheid met Nassers koers van Arabisch socialisme. De burgerministers die hen vervingen waren vooral technocraten zonder eigen machtsbasis. De regering werd steeds meer een eenmansbedrijf van Nasser. Diverse geheime diensten ‘beschermden’ de VAR (= Egypte) tegen spionnen; Nasser liet dissidenten bespioneren en hun telefoongesprekken afluisteren; er was geen persvrijheid of vrijheid van vergadering; Egypte had een sfeer gekregen van een politiestaat. De Nasseriaanse onderdrukking en martelingen werden later beschreven door Tawfiq al-Hakim in het boek Awdat al-wa’y (“De terugkeer van het bewustzijn”) en door Nagieb Mahfoez in het boek al-Karnak.
Na een decennium van zware repressie liet Nasser in 1964 diverse communisten en vele Moslimbroeders vrij uit de gevangenis, en stond de Moslimbroeders toe hun propaganda te hervatten. Ze bleken onverminderd in staat om steun te vergaren in Egypte en andere Arabische landen, en dit verontrustte Nasser, die geen kritiek op zijn Arabisch-socialistische programma duldde. Eind 1965 zaten de belangrijkste leiders van de Broederschap weer in de gevangenis. Moslimbroederschapleider Sayyid Qutb en anderen werden in een showproces schuldig bevonden aan samenzweren tegen het regime, ter dood veroordeeld, en in augustus 1966 opgehangen.

### Zesdaagse Oorlog

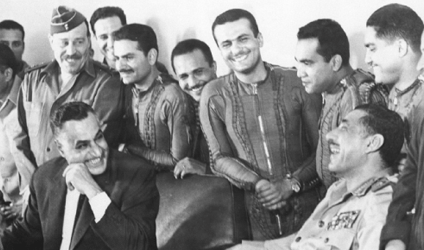
Nasser met Egyptische luchtmachtpiloten op luchtmachtbasis Bir Gifgafa op 22 mei 1967, kort voor de juni-oorlog

#### Vijandelijkheden
Begin 1966 greep een groep radicale Ba'ath-legerofficieren, grotendeels Alawieten, de macht in Syrië. Zij ageerden sterk tegen Israël. Grensincidenten tussen Syrië en Israël namen toe. Syriërs trainden de nieuwe Palestijnse guerrillagroep al-Fatah om vanuit Jordanië Israël aan te vallen; daarop sloeg Israël in november 1966 terug met een zware aanval op het Jordaanse dorp al-Samu‘. Aanhoudende spanning tussen Syrië en Israël, waarbij beide partijen elkaar provoceerden, leidde in april 1967 tot een luchtgevecht boven Damascus waarbij Israëliërs zes Syrische straaljagers uit de lucht schoten en zelf ongedeerd huiswaarts vlogen. Syrië riep Egypte te hulp omdat ze op korte termijn een Israëlische inval verwachtten. Toen vervolgens de Sovjet-Unie rapporteerde dat Israël troepen samentrok aan de Syrische grens wilde Nasser niet langer werkeloos toekijken, en hij stuurde zijn troepen de Sinaï in.

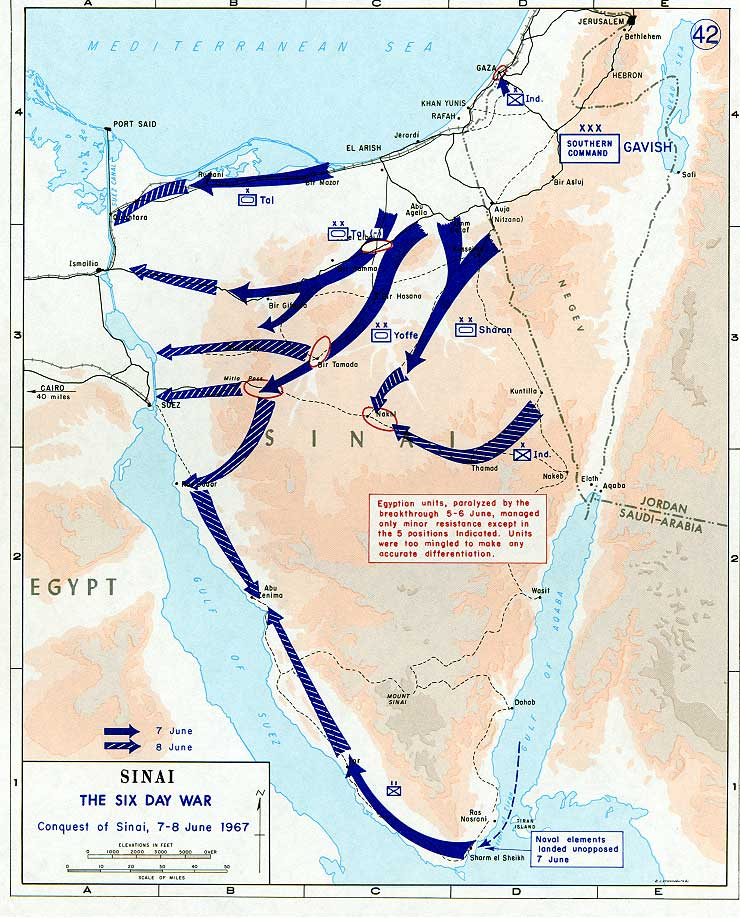
Verovering van de Sinai door Israël op 7 en 8 juni 1967

#### Oorlogsretoriek
Arabische radiostations boden tegen elkaar op met oorlogszuchtige retoriek, inhoudende dat Israël vernietigd zou moeten worden. Israël mobiliseerde zijn reservisten. Nasser vroeg de VN haar controlerende vredesmacht UNEF weg te halen uit Gaza en Sinai, hetgeen de VN haastig deed. Egypte kondigde ook aan opnieuw de Golf van Akaba te blokkeren voor Israëlische schepen, net als tot 1956. Nasser bespeelde in toespraken en interviews de emoties van het Arabische publiek in de hoop zijn status in de Arabische wereld te verhogen, en wekte daarmee de diepste angsten van de Israëlische Joden: dat Nasser hen zou wegvagen. De Israëlische defensiestaf achtte de kans daarop gering maar besloot Egypte als tegenstander te elimineren voordat een mogelijke riskante opbouw van Iraakse troepen in Cis-Jordanië kon plaatsvinden.

#### Verrassingsaanval
Op 5 juni 1967 vernietigde de Israëlische luchtmacht in een verrassingsaanval 80% van de luchtmachten van Egypte, Syrië, Jordanië en Irak aan de grond op hun thuisbases. Een verrassende frontale aanval aan de kust brak die dag de Egyptische verdediging. Het Egyptische leger vluchtte met zware verliezen het Suezkanaal over. In drie dagen veroverde Israël de Gazastrook en Sinaï. Het absolute luchtoverwicht maakte het mogelijk met een relatief beperkte strijdmacht ook Jeruzalem, de West Bank en de Golanhoogte in te nemen.
Nasser, die zijn volk en de Arabieren had beloofd dat Israël verslagen zou worden, leed zwaar gezichtsverlies en raakte in een depressieve toestand. In een tv-toespraak nam hij de verantwoordelijkheid voor de nederlaag op zich en kondigde zijn aftreden aan. Egyptenaren stroomden de straten op om Nasser te smeken aan te blijven. Nadat ook de Nationale Vergadering hem unaniem vroeg om te blijven, trok hij zijn ontslag in.

#### Politieke en economische gevolgen
Er was sinds 8 juni 1967 wapenstilstand, maar al snel begonnen de vijandelijkheden weer, zeker ook tussen Egypte en Israël in het kader van de zogenaamde Uitputtingsoorlog: het kelderen van een Israëlische torpedobootjager, het opblazen van een Egyptische olieraffinaderij. De oorlog leidde tot enorme economische schade aan de Egyptische kant, maar ook tot de opbouw van een effectieve luchtafweergordel. Sommige Egyptenaren riepen de Palestijnen op zelf hun eigen bevrijdingsstrijd te voeren. Guerrillagroepen zoals Fatah onder leiding van Yasser Arafat werden helden in de Arabische wereld. De V.S. stopten in juni 1967 hun financiële steun aan Egypte. In augustus/september 1967 zegden Saoedi-Arabië en Koeweit financiële steun toe aan Egypte als frontlijnstaat in de strijd tegen Israël.

### Burgerprotesten
In februari 1968 demonstreerden munitiearbeiders in Helwan, met overheidstoestemming, tegen de lage straffen voor nalatigheid van de luchtmachtleiding tijdens de juni 1967-aanval. Omdat leden van de Arab Socialist Union zich bij de demonstratie voegden, onderbrak de politie de demonstratie, waarbij vele gewonden vielen. In reactie daarop demonstreerden duizenden studenten in Caïro en Alexandrië voor afschaffing van onderdrukkende instituties zoals de geheime diensten van de staat, de beveiligingsdiensten van de universiteiten, en het strenge voogdijsysteem van docenten over studenten. Opnieuw vielen vele gewonden. Nasser sprak met studentenleiders en willigde enkele van hun eisen in (het zogenoemde “30 maart-programma”), maar slechts een klein deel van die beloften werd nagekomen. Later dat jaar demonstreerden de studenten opnieuw.
Op 28 september 1970 overleed Nasser vrij plotseling, na jaren aan diabetes geleden te hebben en na een hartaanval in 1969. Egypte was geschokt. Miljoenen gingen hysterisch huilend de straat op, bezwerend dat in hun hart en in hun gedachten Nasser nooit zou sterven. De hierop volgende periode in de geschiedenis van Egypte is die van Egypte onder Sadat (1970-1981).